# Equipa da Superleague Fórmula Team Netherlands - Philips Sport Vereniging
A Equipa da Superleague Fórmula Team Netherlands - PSV Eindhoven é uma equipa da Superleague Fórmula que representa o clube holandês do PSV Eindhoven e, a partir de 2011, com a introdução da vertente de nações naquele campeonato ("Superleague Fórmula Nations Cup") também representa a Holanda, sendo pelo menos no ano de estreia uma das duas representantes holandesas. A equipa foi operada pela Azerti Motorsport em 2008 e 2009, e está a sê-lo novamente em 2011. Em 2010 foi operada pela Racing for Holland, até à 5ª ronda, e desde a ronda 6 de 2010 até final foi operada pela Atech Reid GP. Como pilotos já teve Carlo van Dam, Dominick Muermans (ambos em 2009), Esteban Guerrieri, Earl Bamber, Adderly Fong, Hywel Lloyd, Narain Karthikeyan (todos estes em 2010) e Yelmer Buurman (em 2008, numa primeira vez, e regressou para 2011).

## Temporada de 2008
Na Temporada da Superleague Fórmula de 2008, o PSV Eindhoven acabou no 2º lugar, 76 pontos atrás do vencedor do campeonato, o Beijing Guoan. Yelmer Buurman foi o piloto em todas as corridas.

## Temporada de 2009
Dominick Muermans, nas rondas 1 a 3, e Carlo van Dam, nas rondas 4 a 6, foram os pilotos na Temporada da Superleague Fórmula de 2009. A equipa terminou a época na última posição (18º).

## Temporada de 2010
Para a Temporada da Superleague Fórmula de 2010, o indiano Narain Karthikeyan, ex-piloto de Fórmula 1, foi o piloto do PSV Eindhoven até à ronda 7. Durante maior parte deste período (até à 5ª ronda, quando foi substituída pela Atech Reid GP), a equipa de automobilismo foi a Racing for Holland, e na ronda 3, de Magny-Cours o clube não participou. Na 8ª ronda do campeonato, o piloto britânico Hywel Lloyd substituiu Narain Karthikeyan aos comandos do carro do PSV Eindhoven. Ainda nesta época o PSV teve como pilotos Adderly Fong, na 10ª ronda, Earl Bamber na ronda 11 e [[Esteban Guerriri na ronda final do ano.

## 2011
Em 2011, com a introdução do cariz "Nations Cup" na Superleague Fórmula, a equipa da Superleague Fórmula do PSV Eindhoven passa a denominar-se como Team Netherlands - PSV Eindhoven, representando o clube e o seu país (Holanda). Como equipa de operações, volta a estar a Azerti Motorsport, e Yelmer Buurman é o piloto.

## Registo
(Legenda)

### 2008
| Equipa de Automobilismo | Piloto         | 1   | 1   | 2   | 2   | 3   | 3   | 4   | 4   | 5   | 5   | 6   | 6   | Pontos | Class. |
| Equipa de Automobilismo | Piloto         | DON | DON | NÜR | NÜR | ZOL | ZOL | EST | EST | VAL | VAL | JER | JER | Pontos | Class. |
| ----------------------- | -------------- | --- | --- | --- | --- | --- | --- | --- | --- | --- | --- | --- | --- | ------ | ------ |
| Azerti Motorsport       | Yelmer Buurman | 4   | 8   | 10  | 1   | 7   | 3   | 9   | 8   | 10  | 3   | 8   | 9   | 337    | 2º     |

### 2009
| Equipa de Automobilismo | Pilotos           | 1   | 1   | 2   | 2   | 3   | 3   | 4   | 4   | 5   | 5   | 6   | 6   | Pontos | Class. |
| Equipa de Automobilismo | Pilotos           | MAG | MAG | ZOL | ZOL | DON | DON | EST | EST | MOZ | MOZ | JAR | JAR | Pontos | Class. |
| ----------------------- | ----------------- | --- | --- | --- | --- | --- | --- | --- | --- | --- | --- | --- | --- | ------ | ------ |
| Azerti Motorsport       | Dominick Muermans | 11  | 18  | 15  | 17  | 15  | 11  |     |     |     |     |     |     | 145    | 18º    |
| Azerti Motorsport       | Carlo van Dam     |     |     |     |     |     |     | 10  | 10  | 16  | 8   | 12  | 17  | 145    | 18º    |

### 2010
| Racing for Holland | Narain Karthikeyan | 12 | 15 | 13 | 9 |  |  | 11 | 15 |    |    |    |    |    |   |    |    |    |   |    |    |   |   |    |   | 166 | 17º |
| Atech Reid GP      | Narain Karthikeyan |    |    |    |   |  |  |    |    | 13 | 16 | 10 | 14 | 18 | 1 |    |    |    |   |    |    |   |   |    |   | 166 | 17º |
| Atech Reid GP      | Hywel Lloyd        |    |    |    |   |  |  |    |    |    |    |    |    |    |   | 12 | 12 | 16 | 8 |    |    |   |   |    |   | 166 | 17º |
| Atech Reid GP      | Adderly Fong       |    |    |    |   |  |  |    |    |    |    |    |    |    |   |    |    |    |   | 10 | 11 |   |   |    |   | 166 | 17º |
| Atech Reid GP      | Earl Bamber        |    |    |    |   |  |  |    |    |    |    |    |    |    |   |    |    |    |   |    |    | 6 | 2 |    |   | 166 | 17º |
| Atech Reid GP      | Esteban Guerrieri  |    |    |    |   |  |  |    |    |    |    |    |    |    |   |    |    |    |   |    |    |   |   | 11 | 2 | 166 | 17º |

 † Ronda extra-campeonato

### 2011
| Equipa de Automobilismo | Piloto         | 1   | 1   | 2   | 2   | 3   | 3   | 4          | 4          | 5   | 5   | 6   | 6   | 7   | 7   | 8                 | 8                 | Pontos | Class. |
| Equipa de Automobilismo | Piloto         | ASS | ASS | ZOL | ZOL | GOI | GOI | TBA Brasil | TBA Brasil | PEQ | PEQ | SHA | SHA | SEU | SEU | TBA Nova Zelândia | TBA Nova Zelândia | Pontos | Class. |
| ----------------------- | -------------- | --- | --- | --- | --- | --- | --- | ---------- | ---------- | --- | --- | --- | --- | --- | --- | ----------------- | ----------------- | ------ | ------ |
| Azerti Motorsport       | Yelmer Buurman | 1   | 10  |     |     |     |     |            |            |     |     |     |     |     |     |                   |                   | 72*    | 4º*    |

Nota - *: Temporada em curso

### Resultados em Super Final
| Ano  | 1      | 2       | 3      | 4          | 5       | 6      | 7      | 8                 | 9      | 10     | 11    | 12    |
| 2009 | MAG NQ | ZOL N/A | DON NQ | EST NQ     | MOZ N/A | JAR NQ |        |                   |        |        |       |       |
| 2010 | SIL NQ | ASS NQ  | MAG NQ | JAR NQ     | NÜR NQ  | ZOL NQ | BDH NQ | ADR NQ            | POR NQ | ORD NQ | PEQ † | LOS 3 |
| 2011 | ASS 3  | ZOL     | GOI    | TBA Brasil | PEQ     | SHA    | SEU    | TBA Nova Zelândia |        |        |       |       |

 † 3ª corrida programada mas não disputada